# 賈魯河
賈魯河（かろが）は、淮河水系の主要な支流の一つ。河南省新密市の境内に源を発し、北東に流れて鄭州市区の西部を通過した後、東に向きを変え、鄭州市区の北部を流れ、中牟県で東南に向きを変え、尉氏県、扶溝県、西華県の3県を経て、周口市で沙頴河に流れ込む。全長は276キロメートルで、河南省内では黄河に次ぐ長さの河川である。この河川の名前は、元朝時代に黄河の治水に尽力した名臣の賈魯に由来している。

## 歴史
賈魯河の歴史は古く、その起源は戦国時代にさかのぼる。紀元前361年、魏の恵王が開削した鴻溝が賈魯河の前身である。漢代には浪荡渠と呼ばれ、『水経注』によると、中牟から東に流れ、浚儀（現在の開封市の北西）で二つの水路に分かれていた。南に流れる水路は沙、東に流れる水路は汴と呼ばれた。
隋朝時代に通済渠が開通すると、南北の漕運は主に汴水を利用するようになった。沙水は整備が不十分だったため次第に淤塞し、唐の初期には既に航行不能となっていた。五代十国時代、後周が汴京（開封）を都としたため、漕運を復活させるべく沙水の旧河道を基に新たな河川を開削し、蔡河と名付けた。
北宋時代、蔡河はさらに整備され、汴水、金水河、五丈河とともに都城東京（開封）の「四大漕渠」と呼ばれるようになった。しかし、1290年（至元27年）に黄河が開封の北で決壊し、汴水と蔡河が相次いで淤塞したため、漕運は途絶えた。
漕路を再開するため、元の工部尚書の賈魯が汴水と蔡河の浚渫を主導した。明の弘治年間には、都御史の劉大夏らが孫家渡（現在の鄭州市の北西）から黄河の水を引き、宋代の汴水の上流に沿って開封で西蔡河の旧河道と接続し、尉氏、扶溝を経て東蔡河の旧河道に合流させ、商水で潁河に注ぐようにした。賈魯の功績を称えて、この河川は賈魯河と名付けられた。
明代以前は、船舶が逆流して西華と扶溝県を通り朱仙鎮まで直接到達できた。しかし、1841年、1843年、1868年、1887年の4回にわたる黄河の決壊により、賈魯河の河道は深刻に淤塞した。1889年に候補道の李国和が一度浚渫を行ったが、1901年に黄河が再び決壊し、泥砂が河道を塞いで船の航行が不可能となった。
1927年、河南省政府は1843年の黄河の洪水が形成した河床に沿って賈魯河を再開削した。全長42.5キロメートルで、朱仙鎮を迂回して開封県の仇店、肖荘から尉氏に入り、歇馬営、蘆館、梅荘、北曹を経て、栄村でさらに東南に流れ、王寨で賈魯河の旧河道に注ぐようになった。
1938年、人為的な洪水により黄河は賈魯河を流れるようになった。黄河はこのルートを通って1946年まで黄海に注いでいた。

## 流域
賈魯河は複数の源流を持ち、その多くは新密市北部の山間部に位置している。河川は東西二つの支流に分かれている。
西側の支流は古くは京水と呼ばれ、賈峪河や孔河とも称された。新密市袁庄郷南弯長里溝を源とし、北東に向かって滎陽市に入り、上湾と寺河の二つの小型ダムを経て、張庄を通過して鄭州市中原区の常庄ダムに至る。そして趙坡村で東支流と合流する。
東側の支流には三つの源流がある。西側の源流は新密市白寨鎮楊樹崗聖水峪に発し、聖水峪河を経て申河、全垌を通り尖崗ダムに流れ込む。中央の源流は二七区侯寨街道三李西の氷泉、温泉から始まり、三李村、全垌の東を経て聖水峪河に合流する。東側の源流は侯寨街道劉家溝九娘娘廟泉に発し、尖崗水庫に流入し、趙坡村で西側の支流と合流して西流湖に注ぎ込む。
その後、賈魯河は鄭州市北郊の老鴉陳で東に向きを変え、中牟県に入る。中牟県城の東南を迂回して尉氏県に入り、扶溝県を出て西華県を経て周口市西で穎河に合流する。全長は246キロメートルである。扶溝水文観測所での測定によると、平均流量は毎秒17.09立方メートル、含砂量は1立方メートルあたり2.86キログラム、年間流量は5.363億立方メートルとなっている。
1950年以降、賈魯河の上流には7つの中型ダムと28の小型ダムが建設された。両岸の堤防の総延長は131.5キロメートルに及ぶ。1958年以降、本流には14の堰が建設されたが、1970年代以降は後槽、高集、扶溝、摆渡口、閻崗、周口の堰のみが残されている。1971年からは、賈魯河の尖崗ダムから鄭州市区への給水が始まった。ダムの水は放水路または洪水吐きを通じて西流湖に流れ込み、そこから柿園浄水場が取水している。